# Чичо Стоян
Вижте пояснителната страница за други личности с името Стоян Попов.
Стоян Михайлов Попов, известен с псевдонима си Чичо Стоян, е един от големите поети в българската детска литература от началото на 20 век. Стиховете му са включвани в множество антологии с българска детска поезия.
Сред най-известните му стихотворения са „При мама и при татко“, „Сърдитко“, „Майчина отмяна“.

## Биография
Роден е в пернишкото село Дивотино през 1866 г.
В младежките си години сменя различни професии, учи в духовна семинария, самообразова се. През 1885 г. участва в Сръбско-българската война и във войните в периода (1912 – 1918 г.)
През 1892 г. Попов участва в театралната група „Просвещение“ на Константин Сапунов, а от 1893 до 1895 г. играе с трупата на новосъздадения театър „Сълза и смях“. През 1895 г. се жени за актрисата Руска Мануилова, приела сценичното име Роза Попова. Освен в театъра Попов се изявява и в киното: играе главната роля на Бай Ганьо в едноименния филм от 1922 г.
Поетичният творчески път на Стоян Попов започва през 1894 – 1895 г. със сбирка от социална и революционна поезия в 2 части. Издирва, събира и преработва за първи път епоса за Крали Марко през 1901 г. Между 1906 и 1910 г., вече под псевдонима си Чичо Стоян, участва в редколегията на вестник „Славейче“ заедно с детския писател Стоян Русев, по-известен като Дядо Благо.
През 1926 – 1927 г. издава детския вестник „Звездица“, а по-късно и списанието „Звездица за деца“. В тях публикува свои стихотворения, гатанки, залъгалки (забавни кратки стихчета), приказки в поеми. Поезията му е била високо ценена от автори като Пенчо Славейков, Константин Величков, Александър Теодоров-Балан, Ран Босилек.
- В ролята на Бай Ганьо в едноименния филм от 1922 г.
- Погребението на Чичо Стоян
- Сред носещите ковчега са Вадим Лазаркевич и Асен Разцветников

## Творчество
Чичо Стоян е автор на следните стихосбирки, издадени приживе:
- 1898 – „Детска китка“,
- 1900 – „Смехурко“,
- 1908 – „Правото и кривото“,
- 1925 – „За малките“,
- 1925 – „Всички непослушни такваз ще ги люшне“,
- 1927 – „Чичова китка“,
- 1929 – „Детелинки“,[1][2]

В някои случаи на различните места се случва (в издаваните от него вестничета и в стихосбирките) авторът да публикува едно стихотворение в 2 или повече редакции. Често дадено стихотворение се среща в кратък вариант (залъгалка) и дълъг вариант, разширен с 1-2 куплета.
От стиховете в тези отделни книги са съставяни множество сборници с поезията на Чичо Стоян:
- 1939 – „Залъгалки за дечица малки“[3],
- 1939 – „Птички“[4],
- 1941 – „Детска книга“,
- 1949 – „Анка и Писанка“ (съставителство и илюстрации: Александър Божинов),
- 1949 – „Чичова китка“,
- 1965 – „Китка за малките“,[2]
- 1984 – „Щъркел шарен, дългокрак“ (съставителство: Тодор Янчев, илюстрации: Мана Парпулова)
- 1985 – „Сърдитко“ (съставителство: Божанка Константинова, илюстрации: Вадим Лазаркевич)
- „Жалбите на Зайо-Байо“, „Чичов дар“, „Вълшебният чук“.[5]

Приживе и след смъртта на поета поезията му е включвана в различни антологии на българска детска поезия, сред които:
- 1921 – „Златна книга за нашите деца“ (съставителство: Александър Божинов),
- 1984 – „Празничен кръговрат“ (съставителство: Нора Николчина, Маргарита Дойренска, илюстрации: Лилия Спиридонова),
- 1985 – „Часа не губи“ (съставителство: Станка Миленкова, Пенка Пишманова, илюстрации: Лилия Спиридонова),
- 1987 – „Тук слънцето живее“ (съставителство: Славчо Донков, илюстрации: Симеон Спиридонов)
- 2007 – „Празничен календар на българчето“ (съставителство: Надя Петрова, Пламен Абаджиев)

## Филмография
Бай Ганьо – Бай Ганьо (Премиера 30 октомври 1922 г.)

## Памет
В памет на писателя в родното му село Дивотино от 1980 г. се провежда детски фолклорен фестивал „Чичо Стоян“. През 2010 г. се състои неговото 16-о издание.
На Стоян Попов е наречена улица в кварталите „Васил Левски“ и „Христо Ботев“ в София (Карта).